# Gmsh
Gmsh est un logiciel de maillage par éléments finis développé par Christophe Geuzaine et Jean-François Remacle, publié sous une licence GPL (avec une licence LGPL pour permettre l'utilisation et la liaison avec des mailleurs externes).
Gmsh est un logiciel libre.
Gmsh contient 4 modules :
- un module de géométrie,
- un module de maillage,
- un module solveur,
- un module de post-traitement.

Gmsh dispose d'une capacité à prendre en compte des équations paramétriques simples dans son pré-traitement, et d'un système de visualisation efficace dans son mécanisme de post-traitement
,.